# Museo Etnológico y Fragua de Horcajuelo
El Museo Etnológico y Fragua de Horcajuelo es un museo etnológico de titularidad pública ubicado en Horcajuelo de la Sierra que centra su atención principal en la cultura y las tradiciones de la Sierra del Rincón, ubicada al Norte de la Comunidad de Madrid.

## El edificio
El edificio que acoge el Museo es una casa de la localidad que fue restaurada y reformada en 1997, utilizando en el proceso los materiales y las técnicas de construcción tradicionales de la zona. Se caracteriza por los muros de mampostería de pizarra, pequeñas ventanas, paredes realizadas con barro y paja y cubiertas de teja curva árabe.

## La exposición

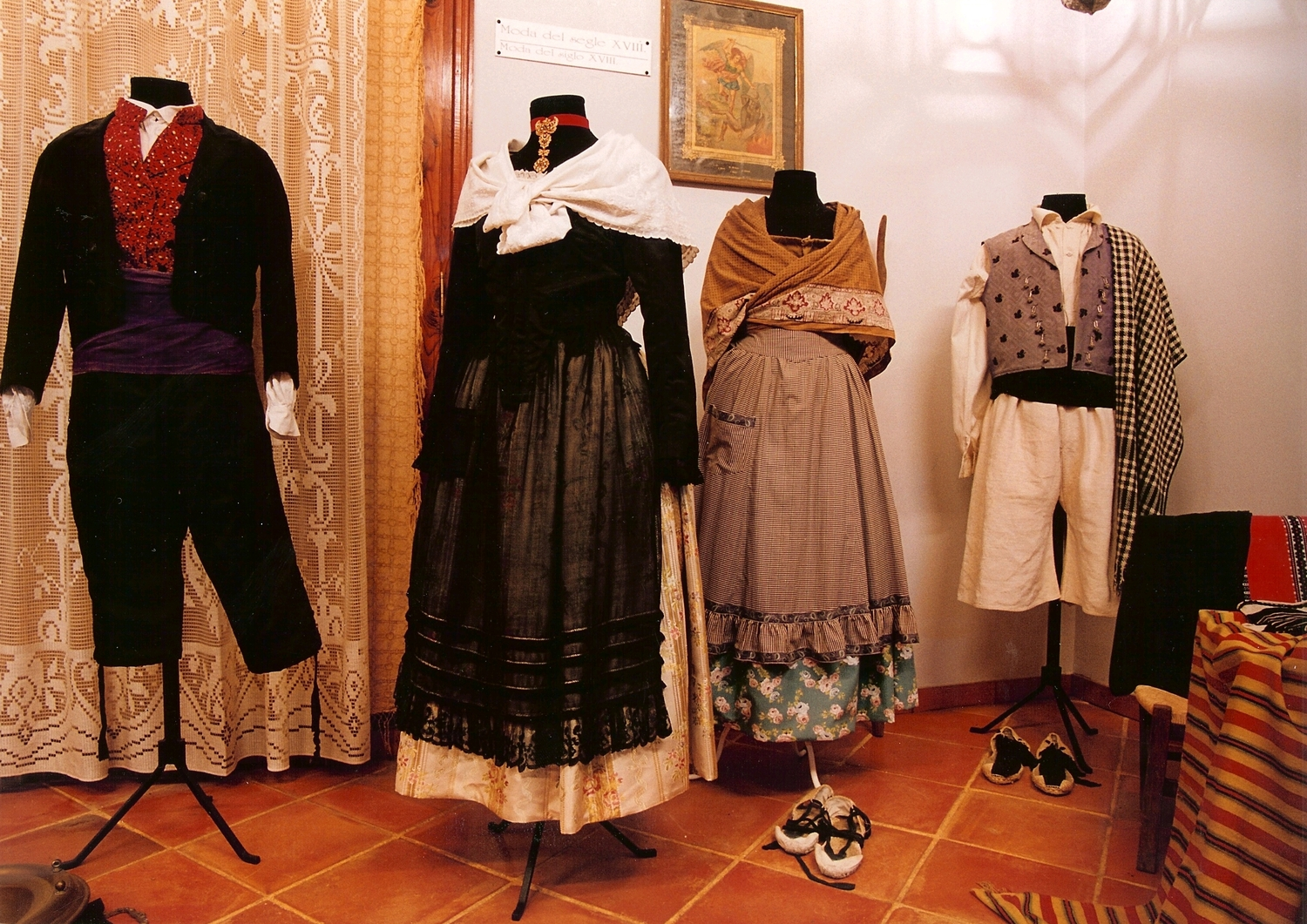
Exposición de la vestimenta local utilizada.

El Museo consta de tres plantas donde se exhiben diversos objetos y utensilios donados por los vecinos de Horcajuelo y otros pueblos de la zona. Cada una de las plantas conforman espacios dedicados a una temática diferenciada.
La planta baja, con un portal y una cuadra con grandes pesebres, muestra diversos objetos y utensilios utilizados en las labores cotidianas: los diversos aperos de la labranza, objetos para la medición del grano, utensilios para la preparación de la harina y la elaboración del pan y objetos relacionados con la matanza del cerdo.
La primera planta está destinada a mostrar cómo era la vivienda tradicional con sus diversas estancias, de carácter austero y sencillo. Y la última planta, el antiguo desván utilizado para el almacenamiento de grano u otros elementos, muestra una colección de trajes y vestimenta tradicional, tanto la indumentaria cotidiana como la festiva.

## La fragua

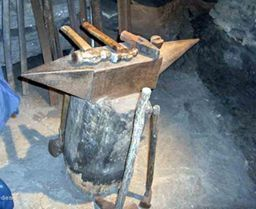
Recreación de la Fragua del Herrero.

El Museo se completa con la fragua, donde se exponen los elementos típicos del oficio de herrero, caído en desuso. Entre otros elementos, se pueden observar el fuelle que se utilizaba para avivar el fuego, el yunque y diversas herramientas propias del oficio. Esta parte de la exposición se completa con un guía audiovisual con una narración en primera persona del transcurrir  de la vida diaria del herrero.